# Pizza fritta
Pizza fritta – rodzaj pizzy w kuchni włoskiej, która jest zawijana i smażona na głębokim tłuszczu.